# Anolaima
Anolaima es un municipio colombiano del departamento de Cundinamarca, ubicado en la Provincia del Tequendama, Se le considera la capital frutera de Colombia. Está ubicado a 71 kilómetros de Bogotá.

## Toponimia

### Origen lingüístico[3]
- Familia lingüística: Caribe
- Lengua: Panche

### Significado
No se ha establecido un significado claro para este municipio. Como muchas otras lenguas, ésta fue exterminada sin siquiera dejar registros documentales para esbozar algún acercamiento a la conformación semántica de este nombre de lugar.

### Origen / Motivación
Los Anolaymas eran indígenas de la nación Panche. Fueron de las primeras tribus con que se encontraron los españoles al descender por Zipacón en 1538. De ahí el nombre del municipio.

## Geografía

### Límites
Anolaima está delimitado por los siguientes municipios:
| Noroeste: Bituima                     | Norte: Guayabal de Síquima, Albán | Nordeste: Facatativá    |
| Oeste: Límite entre Bituima y Quipile |                                   | Este: Zipacón Cachipay. |
| Suroeste: Quipile (Río Curí)          | Sur: Cachipay                     | Sureste: Cachipay       |

### Orografía
El municipio de Anolaima está ubicado en el pie de monte de uno de los brazos de la Cordillera Oriental, denominado Cruz Verde. En límites con el municipio de Facatativá está ubicada Peñas de California o Peñas Rojas a una distancia de 3312 metros de bosque húmedo de páramo. En límites de Albán y Guayabal de Síquima está la cordillera de Cabrera a 1550 metros de altura y el alto de goteras con una altura de 2800 metros. En límites con Zipacón y Facatativa está Peñas Blancas con 2900 metros de altura y el Cerro de Manjui con 2900 metros. Los anteriores pertenecen al bosque húmedo de páramo. También hay cerros aislados de la cordillera como La Cuchilla de Alta Gracia, Alto de Pan de Azúcar, los cerros de Guadalupe, Corama, Monserrate y Alto del Triunfo que rodean el casco urbano con alturas que oscilan entre 1600 y 1800 metros de altura. 
Mesetas: Mesitas de Caballero de Odín, a 1511 metros de altura, ubicada en la vereda que lleva su mismo nombre; Meseta del Centenario y Meseta de Cayundá (o Asirmir) a 1706 metros de altura. En general el municipio cuenta con un terreno quebrado y ondulado.

### Hidrografía
Anolaima cuenta con tres cuencas hidrográficas importantes que alimentan el municipio y de acuerdo por su importancia se determina en el siguiente orden:
- Cuenca del Río Bahamón. Se encuentra ubicada al Oriente del municipio en el Cerro de Peñas Negras, en límites con el municipio de Facatativá, y que alimenta el río que lleva su nombre. Abastece los acueductos de la cabecera municipal y de la parte urbana de la inspección de La Florida, además de algunos acueductos veredales y del municipio de Cachipay e inspecciones del municipio de la Mesa.

- Cuenca del Río Curí. Al igual que la anterior, se encuentra ubicada al Oriente del municipio, en el cerro de Peñas Blancas, en límites con el municipio de Facatativá. De ella se desprende el río que lleva su nombre abarcando gran parte del municipio y tiene su desembocadura en el río Apulo. De esta cuenca se alimentan varios acueductos interveredales, jugando un papel importante para la economía de Anolaima, ya que su área de influencia está destinada al cultivo de pan coger.

- Cuenca de la Agualauta. Ubicada en el cerro de Peñas Blancas, de donde se desprende la quebrada Agualauta que alimenta acueductos regionales, veredales e intermunicipales. Tiene también un área de influencia agrícola y ganadera.

De igual manera encontramos quebradas de menor jerarquía como: La Miquita, Canta Gallo, Caloncho, Doña Juana, El Amarillo, El Resguardo, El Loro, La Pesquera, La Mugrosa, Chiniata, Santo Domingo, entre otras.
Clima:
Por la forma que presenta el relieve en el municipio se encuentran diversos pisos térmicos: cálido, templado, frío y páramo. La mayor parte corresponde al clima templado. Anolaima tiene una altura de 1.657 m s. n. m. Su temperatura promedio anual es de 19 °C, presentando variaciones que van de los 12 °C a los 24 °C, dependiendo de las diferentes áreas agrológicas que se encuentran en el municipio. La precipitación promedio anual es de 1500 milímetros y la humedad relativa en invierno es del 80% y en verano del 70%.

## División Político-Administrativa
Además de su Cabecera municipal. Anolaima tiene bajo su jurisdicción los siguientes Centros poblados:
- Corralejas
- La Florida
- Reventones

### Veredas
Además, el municipio está compuesto con las siguientes veredas:
Balsillas, Balsos, Boquerón del Iló, Calandaima, Caprea, Corama, Chiniata, El Descanso, El Retiro, Iló, La Esperanza, La María, La Esmeralda, La Laguna, Limonal, Luchina, San Juanito, Matima, Mesitas de Caballero, Milán, Montelargo, Platanal, Primavera de Matima, Pozo Hondo, Puente Tierra, San Agustín, San Cayetano, San Isidro, San Jerónimo, San Rafael, Santa Ana, Santa Bárbara, Santo Domingo, La Florida.

## Historia

### Conquista y fundación

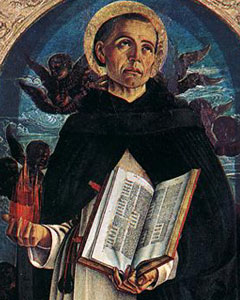
San Vicente Ferrer, santo patrono de Anolaima.

Los Anolaymas eran indígenas de la nación Panche. Fueron de las primeras tribus con que se encontraron los españoles al descender por Zipacón en 1538; ese mismo año fueron derrotados en la Batalla de Tocarema por la expedición comandada por Gonzalo Jiménez de Quesada. Poco después, Hernán Pérez de Quesada tomó represalias contra los Anolaymas por haberse aliado a otros Panches para invadir la Sabana de Bogotá. 
Inicialmente, el pueblo se formó en la parte baja del actual casco urbano, sobre la quebrada y el alto de El Resguardo, donde fue erigida inicialmente la capilla de San Vicente Ferrer. El sacerdote dominico fray Lope de Acuña, evangelizador de la comarca de los Panches y prior del convento de Tocarema, inició la doctrina de Anolaima, nombre que se conoció en 1541; dicha doctrina fue dependiente del curato de Tocarema. Entre 1587 y 1590 hubo una epidemia de peste. En 1593 la encomienda de Anolaima le fue asignada a don Francisco Ortiz Carvajal. 
En el año de 1595, específicamente en el mes de marzo, el Oidor Miguel de Ibarra visitó los repartimientos de Anolaima, Tocarema y Mátima; los cuales no estaban poblados en forma de pueblo español, sino que estaban organizados en rancheríos dispersos. Adjudicando de esta manera, la delimitación del terreno para la conformación del resguardo.
Tiempo después, el 12 de septiembre de 1604, el Licenciado Alonso Vásquez de Cisneros anunciaría en la ciudad de Santafé, su visita al Partido de los Panches (en el que se comprendían los rancheríos de Mátima y Anolaima, encomiendas de Antonio Osorio de Paz). El oidor, viajaría acompañado del alguacil de la visita, Pedro Bustamante; el defensor de naturales, Juan Ramírez; el traductor Juan Rodríguez, y el escribano Rodrigo Zapata. 
El día 17 de septiembre llegaría al rancherío de Anolaima, y en la capilla doctrinera procedería a reunir a los indios para censarlos, resultando un total de 265 indígenas. Siendo caciques Benito Conavíz de Mátima y Francisco Malama de Anolaima.
En los días siguientes, inspeccionaría la iglesia, resaltando el terrible estado de la misma, señalando que era de barro, paja y no poseía teja. A su vez, los indígenas le informaron que muchos españoles vivían y transitaban por el territorio, y algunos pasajeros, principalmente soldados, cometían varios abusos hacia los indios. De esta manera, Vásquez de Cisneros le notificaría al encomendero Antonio Osorio de Paz, la orden de prohibir el hospedaje de soldados por más de un día, con una pena de 200 pesos de multa y quien no cumpliera, 200 azotes y en subsidio, cuatro años de prisión en Cartagena.
De la misma manera, los indígenas expresaron que el cura Diego Ruiz de Castro sabe muy poco de la lengua Panche y que el Rancherío de Mátima se encuentra ubicado en un mal sitio, debido a la humedad y la zona pantanosa. Señalando que es mejor sitio el lugar donde se sitúa el rancherío de Anolaima.
De esta forma, el día 20 de septiembre de 1604 en acta de poblazon, estipularía que: 
1.El cura Diego Ruíz de Castro tendría un plazo de cinco meses para aprender la lengua Panche, de lo contrario, no recibiría el estipendio de la doctrina.
2. Se confirmaría el resguardo siguiendo las delimitaciones referidas por Miguel Ibarra, bajo el marco de un poblado en el referido sitio de Anolaima.
3. Se estipularía el traslado de los indios de Mátima al lugar de Anolaima, para que se formase un poblado en dicho sitio, ya que se consideraba mejor, más acomodado y más próximo a la iglesia. De este modo, se ordena que los rancheríos sean quemados y los indios agrupados bajo este esquema de pueblo de indios. Acordando un plazo de 25 días para ello. No obstante, esto se llevaría a cabo hasta el siguiente año.
En 1606 el pueblo fue erigido como curato y se le dio como santo patrono a San Vicente Ferrer.

### Virreinato de Nueva Granada
El 24 de febrero de 1771 el alcalde informaba a las autoridades del Virreinato sobre un levantamiento de los esclavos negros del trapiche "San Jerónimo" y pedía fuerzas para reprimirlos, petición que renovó el 25 de mayo don Nicolás Ballén de Guzmán, teniente del gobernador de La Mesa. El 10 de enero pidió establecer un estafeta en Anolaima para transportar el correo de este pueblo a aquella parroquia, sirviendo también a los pueblos de Bituima, San Juan de Rioseco y Beltrán. La petición fue aprobada por el Fiscal el 25 de ese mes. 
En el caserío de Reventones, los padres agustinianos fundaron un convento, por lo que la vereda fue llamada desde entonces "San Agustín".

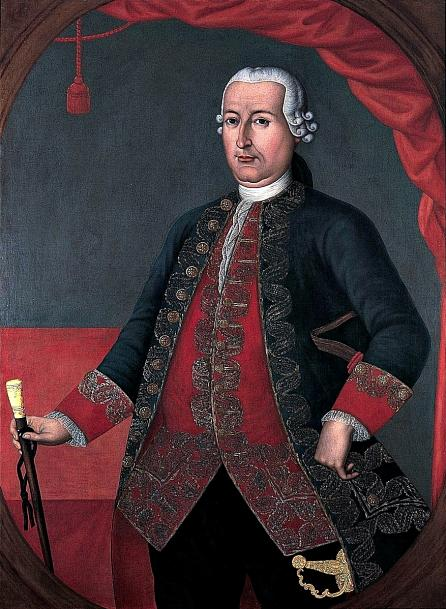
El 20 de agosto de 1805, el Virrey Antonio José Amar y Borbón ordenó la construcción de la actual Capilla de San Vicente Ferrer.

En 1802 se fundó la población de blancos a un lado del pueblo de indios, hacia el Camino Real. El 18 de agosto de 1805 el cura de Anolaima, don Luis Gonzaga de Martín, informó al Virrey Amar y Borbón sobre el estado ruinoso de la capilla de San Vicente Ferrer por el abandono a causa de los temblores, y de la obligación en la que se había visto de trasladar la imagen de San Vicente a una simple capilla hecha de palma. El 20 de agosto de 1805 el Virrey ordenó la construcción de una nueva capilla en el lugar en que se encuentra actualmente, y cuyo costo estimado fue de 7000 pesos; para ello fueron contratados los maestros Marcos Quijano, de Tocaima, y Antonio Gómez, de La Mesa; ese mismo año comenzó la construcción. La obra de carpintería estuvo a cargo de los maestros Antonio Beltrán y José María Sandoval. La iglesia fue terminada por el cura José Elías Puyana. 
En 1806, el sabio Francisco José de Caldas recorrió varios municipios de la región en busca de las distintas especies de la quina, y Anolaima fue una de las poblaciones visitadas en dicha expedición.
El pueblo de Anolaima fue incluido en el Cantón de Tocaima en 1815. En 1816, cuando llegó a Bogotá el general español Pablo Morillo, conocido como «El Pacificador», expidió un documento, firmado por él y por el subteniente José Ortega, por medio del cual se desterraba de la ciudad a las mujeres que habían colaborado en la causa independentista. Entre esas mujeres, las siguientes fueron enviadas a Anolaima: Doña Gabriela Barriga, esposa de Antonio Villavicencio, doña Benita Nariño de Ortega, doña Trinidad y doña Antonia Ricaurte, y dona Mercedes y doña Isabel Nariño, las dos últimas hijas del Precursor Antonio Nariño. Ese mismo año, el gobierno de la Reconquista española ordenó el embargo de dos haciendas de Anolaima que habían ayudado a abastecer a las tropas independentistas: la hacienda "Cayundá", de don Emigdio José Troyano, y la hacienda "El Volcán", de don Juan Agustín Torres.

### Época republicana

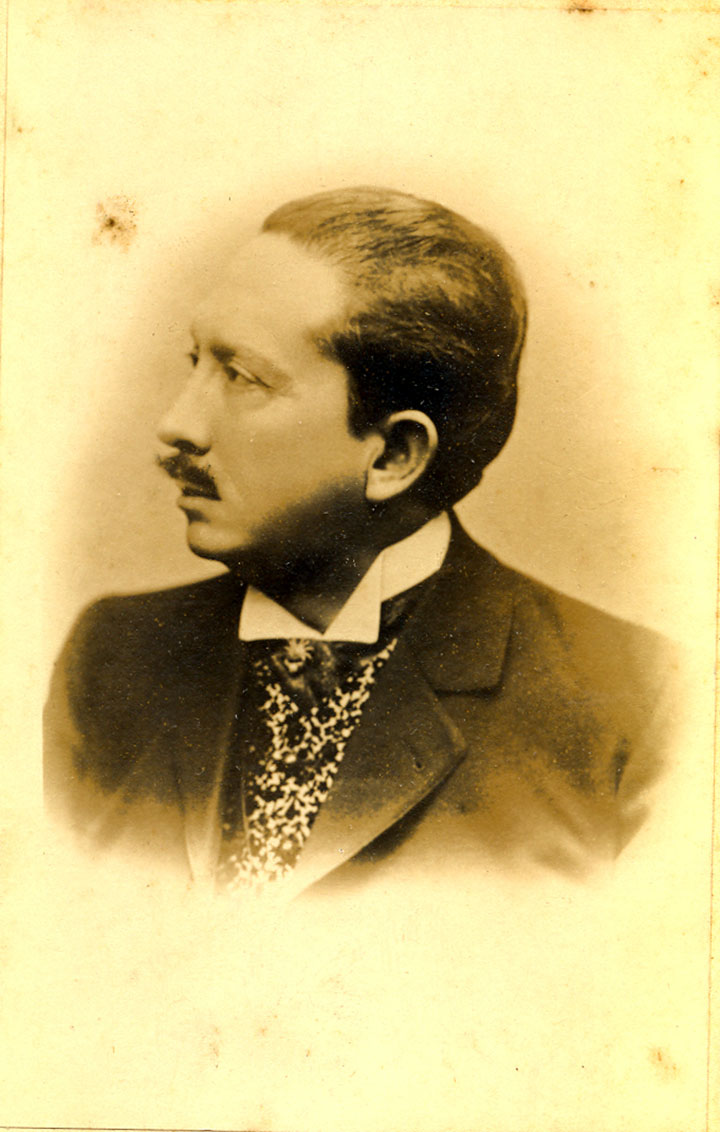
Retrato del escritor José María Vargas Vila, quien escribió en Anolaima su novela Aura o las violetas, inspirado en el paisaje anolaimuno, además de trabajar como maestro de escuela en el municipio.

En 1821 los alcaldes Eduardo Guzmán y José María Castañeda certificaron que el mercado dominical era perjudicial porque la gente, por permanecer en él, no iba a misa; por esa razón, en ese entonces fue trasladado el día de mercado para los lunes. Pero como el comercio se vio afectado y era inconveniente que los campesinos perdieran dos días, uno haciendo mercado y otro esperando la misa, se convocó a una votación el 3 de septiembre del mismo año, por lo que el día de mercado fue asignado nuevamente para el día domingo.
En 1822 se trasladó la población de blancos, o parroquia, hacia el sector que actualmente ocupa el casco urbano. El poblado se estabilizó definitivamente en 1860, cuando fue donada el área del actual casco urbano. En 1880 el párroco Francisco de Paula Herrera, quien estuvo 36 años al servicio en la población, inició la gestión para la construcción de la actual iglesia de Nuestra Señora del Rosario. Hacia 1882, el escritor José María Vargas Vila trabajó como maestro en una escuela en el municipio, y mientras ejercía sus labores escribió la novela Aura o las violetas, inspirado en el paisaje anolaimuno. El 26 de julio de 1889 se concedió a Eduardo Urdaneta un título para explotar una mina de esmeraldas, y en 1891 para otra de azufre, y por la misma fecha a Luciano Hernández y J. B. Taussant sobre una de carbón. El escritor bogotano del siglo XIX Medardo Rivas describió ampliamente en sus obras la geografía y la vida social de varios municipios, incluido Anolaima.

### SiglosXXyXXI
El 18 de agosto de 1901, un incendio devastador arrasó con buena parte de la población. En 1906 se hizo la primera plaza de toros en la calle 49 entre carreras 3a y 4a, y la segunda en 1926, al otro lado del "Puente Cuervo", en el camino a Facatativá. El ganado de lidia se traía de la hacienda "Matima". En 1910 don Ricardo Castañeda donó el reloj de la torre de la iglesia, que aún funciona. En 1912, un incendio destruyó varias casas del contorno del parque principal, cuya reconstrucción se emprendió al año siguiente. En 1918 se fundó en el pueblo una factoría de azúcar. En 1915 murió en Anolaima la poetiza caldense Agripina Montes del Valle, quien había sido laureada en Chile como una de las más grandes exponentes de la literatura de la época. El 10 de julio de 1917 nació en Anolaima el sacerdote franciscano Antonio Olivares, uno de los más importantes botánicos y experto en aves del siglo XX en Colombia. El 18 de octubre de 1942, el músico santandereano Luis Antonio Calvo contrajo matrimonio en Anolaima con doña Ana Rodríguez.
En 1990 el alcalde de Anolaima, Pompilo Enrique Torres Orjuela, pidió ayuda al Estado para canalizar la quebrada El Amarillo, y evitar así que la tierra se siguiera deslizando en el sector. El costo de la obra, de dos kilómetros y medio, se calculó en 500 millones de pesos. La gobernación destinó veinte millones para iniciar la recolección de aguas. Ese mismo año, Anolaima fue sede de los Juegos Regionales de Cundinamarca, zona de San Juan, adjudicándose cuatro de los siete títulos en disputa. En 1991, cincuenta familias que perdieron sus casas debido a una falla geológica fueron reubicadas en un lote municipal por cuenta del departamento de Cundinamarca y el Instituto Nacional de Vivienda Social y de la Reforma Urbana (Inurbe). Así mismo, se realizaron trabajos de reconstrucción y restauración de la Casa de Gobierno y el hospital, cuyas locaciones estaban afectadas por agrietamientos provocados por la falla geológica que afecta la zona céntrica de la población.
En el año 2012 la alcaldía municipal intervino el 60% de las vías terciarias del municipio, además de realizar trabajos de construcción, mantenimiento y rehabilitación de las instituciones educativas: Carlos Giraldo, Olga Santamaría, La Florida y José Hugo Enciso y sedes anexas.
El 24 de noviembre del año 2018 fue inaugurado el Centro de Historia de Anolaima con el apoyo de la Academia de Historia de Cundinamarca, la Universidad Agraria de Colombia, la Alcaldía municipal y miembros de la comunidad en general. Siendo un espacio fundamental para la investigación, divulgación y gestión del acervo histórico, cultural y patrimonial del Municipio.

## Turismo

### Corpus Christi y Día del Campesino

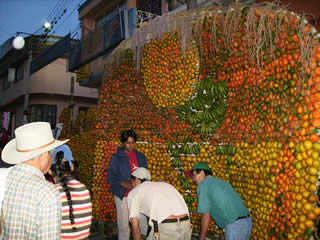
Arcos de frutas hechos por campesinos

La celebración del Corpus Christi se estableció en la Edad Media por iniciativa del Obispo de Lieja en 1264 y fue solemnizada por el papa Urbano IV. España fue el primer país en celebrar con pompa esta fiesta en la población de Toledo, en el año de 1280. A mediados del siglo XIV este evento religioso llegó a ser el principal de la Iglesia católica, y en el siglo XV el principal de España. Durante esta época y durante el siglo XVI fueron introducidas estas festividades en el Nuevo Mundo, en las cuales se concentró el culto al Santísimo Sacramento y a la Inmaculada Concepción. Además, estas festividades religiosas se complementaron con actividades profanas que sirvieron para estimular el prestigio de la casa reinante, fomentando los valores morales y patrióticos, y la vida recreativa.
En Anolaima los preparativos del Corpus Christi comienzan con muchos días de anticipación: arreglan, limpian las casas, las calles y la plaza principal. El evento tiene una duración de tres días. La festividad se inicia con quema de pólvora y música interpretada por la banda del municipio.
Primer Día
Los campesinos empiezan a instalar sus arcos de frutas en acción de gracias por la feracidad de sus tierras, plasmando en ellos toda su creatividad, colocando los frutos con destreza y maestría; algunos sobresalen por diseños inspirados en temas religiosos, símbolos patrios, escenas de la vida campesina, personajes míticos e incluso coplas picarescas. Otros son adornados con animales, canastos, lazos, calabazos, barriles con chicha o guarapo, arepas y pan de maíz. Los campesinos escogen los mejores productos para adornar su arco y la familia participa en su construcción, esforzándose para que sea el mejor. Esta manifestación se ha ido transmitiendo de generación en generación. 
La Guadua, la gramínea más grande del planeta, ampliamente utilizada por los campesinos de Latinoamérica para la construcción, los cultivos y la cestería, constituye la estructura de los arcos a los que se amarran los frutos y los demás objetos. Es interesante observar que los campesinos conservan unas formas básicas en los diseños de sus arcos, al parecer por tradición. Como se relató anteriormente, el arco es el producto del trabajo familiar, y además del sentir religioso que los impulsa a hacerlo, en su diseño se evidencian relaciones de tipo sociológico y en su conjunto reflejan la organización de la comunidad veredal, integrada por grandes y pequeños propietarios. El diseño del arco se constituye así en expresión del estatus alcanzado por la familia; también se observan diferencias en los frutos utilizados: el pequeño agricultor emplea lo mejor de su parcela, en tanto que el latifundista utiliza además las de otras regiones, a costo de pagar su valor y el de su transporte. 
Recientemente, apareció una nueva fuente de riqueza en el diseño del arco, y es la aportada por las nuevas generaciones de campesinos, cuyo nivel educativo alcanza la secundaria o la universidad, surgiendo entonces figuras animales o arquitectónicas, que sorprenden en su colorido y realismo. Los arcos realizados por asociaciones (colegios, grupos de amigos, instituciones) escapan a los diseños tradicionales en su mayoría, y recurren a los símbolos como la custodia, la bandera y el escudo nacional. Mención especial merecen los arcos presentados por campesinos artesanos, ya que ellos elaboran con los mismos elementos representaciones de su vida cotidiana o de sus aspiraciones, verdadera expresión de la ingenuidad y fantasía campesina.
Segundo día
La plaza se encuentra engalanada con los colores de los frutos. El campesino espera los actos religiosos del Corpus Christi, que se inician a la media mañana. El Obispo oficia la Santa Misa y luego inicia la procesión del Santísimo Sacramento, el cual es protegido con el Palio, que le es asignado a diferentes personas del gobierno. Se hace un recorrido alrededor de la plaza principal, donde se han arreglado cuatro altares, uno en cada esquina, inspirados en motivos de frutas o en tradiciones o costumbres populares. Hacia el mediodía comienza el desfile de comparsas y carrozas. En la noche es quemado un castillo (juegos pirotécnicos) con motivos alusivos a la celebración. En los últimos años se realizan bailes populares con orquestas en la plaza principal.
Tercer Día
Se conmemora la misa y la procesión de San Isidro Labrador, patrono de los cazadores, fiesta que empezó a celebrarse en España aproximadamente en el año de 1270. En este día también se realizan actos culturales, como un almuerzo en honor al campesino con sus respectivas premiaciones por la exposición realizada, y finaliza con un mercado de frutas, donde tanto anolaimunos como turistas se integran para llevar un recuerdo de la fiesta antes de emprender el regreso a sus parcelas y poblaciones de origen.

### Entidades privadas del sector turístico
- Centro Turístico Anolaima.
- Piscina El Pilar.
- Piscina El Ensueño.
- Piscina Mesón Bochica.
- Parque Ecológico.

## Economía
Las actividades agrícolas y pecuarias son la base de la economía del municipio. Dentro de la agricultura merece destacar el 27% de las tierras dedicadas a cultivos permanentes, tales como: café, plátano, mora, caña de azúcar, mango, guayaba y cítricos en general. El 13% son cultivos anuales o transitorios, como maíz, arracacha, yuca y diversas hortalizas. El 46% se encuentra cubierto de pastos aptos para la ganadería. El 14% se encuentra con bosques dentro de los cuales predominan especies de pinos, eucaliptos, cámbulos y matorrales.
Los cultivos se encuentran distribuidos de acuerdo a los pisos térmicos.
- Frío: Papa, maíz, arveja, calabaza, mora, durazno, curuba, tomate de árbol y hortalizas.
- Templado: Café, plátano, ahuyama, yuca, maíz, tomate, cítricos.
- Cálido: Caña de Azúcar, plátano maduro, papaya, aguacate, piña y otras frutas.

La actividad pecuaria se encuentra representada por bovinos, destinados a la producción de carne y leche para el consumo de la región. Se encuentran diferentes razas pero predomina la criolla. La mayor parte de esta ganadería está localizada al norte del municipio, dada las condiciones del clima y la riqueza de sus pastos.
La avicultura está distribuida en casi toda la región, y se encuentran galpones con pollos de engorde y gallinas ponedoras. La producción porcina, abastece el consumo de los habitantes del municipio.
La floricultura ha tomado auge especialmente en la inspección de La Florida, donde se han construido floras, ocupación primordial de sus habitantes.
La industria en el municipio es incipiente, solamente se presenta en el ámbito doméstico, la fabricación de muebles, elaboración de pan, golosinas, cultivo de flores y ornamentación y procesadoras de café. 

## Gobierno
Alcaldía
Misión
El Municipio tiene como misión propiciar, propender y garantizar a todos los habitantes, acceso a los servicios públicos básicos, buscando mejorar la calidad de vida con una administración participativa que involucre la comunidad y que busque optimizar los recursos disponibles tendientes a lograr el bienestar general.
Visión
Anolaima será un Municipio en permanente crecimiento, que girará en función de su autonomía y buscará convertirse en la Capital Frutera del País, para buscar un desarrollo del ser humano con un alto sentido de pertenencia y comprometido con su región.
Funciones
La función administrativa está al servicio de los intereses generales y se desarrolla con fundamento en los principios de igualdad, moralidad, eficiencia, economía, celeridad, imparcialidad y publicidad, mediante la descentralización, la delegación y la desconcentración de funciones. Las autoridades administrativas del orden municipal deben coordinar sus actuaciones para garantizar el adecuado cumplimiento de los fines esenciales del Estado - Municipio.
Empresa Social del Estado:
- Hospital San Antonio: Presta los servicios de salud requeridos por el municipio.
- Unidad de Saneamiento: Verifica las condiciones sanitarias de los diferentes establecimientos públicos y realiza los análisis de los diferentes acueductos veredales del municipio.

## Instituciones educativas
El municipio de Anolaima cuenta con las siguientes instituciones educativas principales, además de múltiples escuelas primarias veredales:

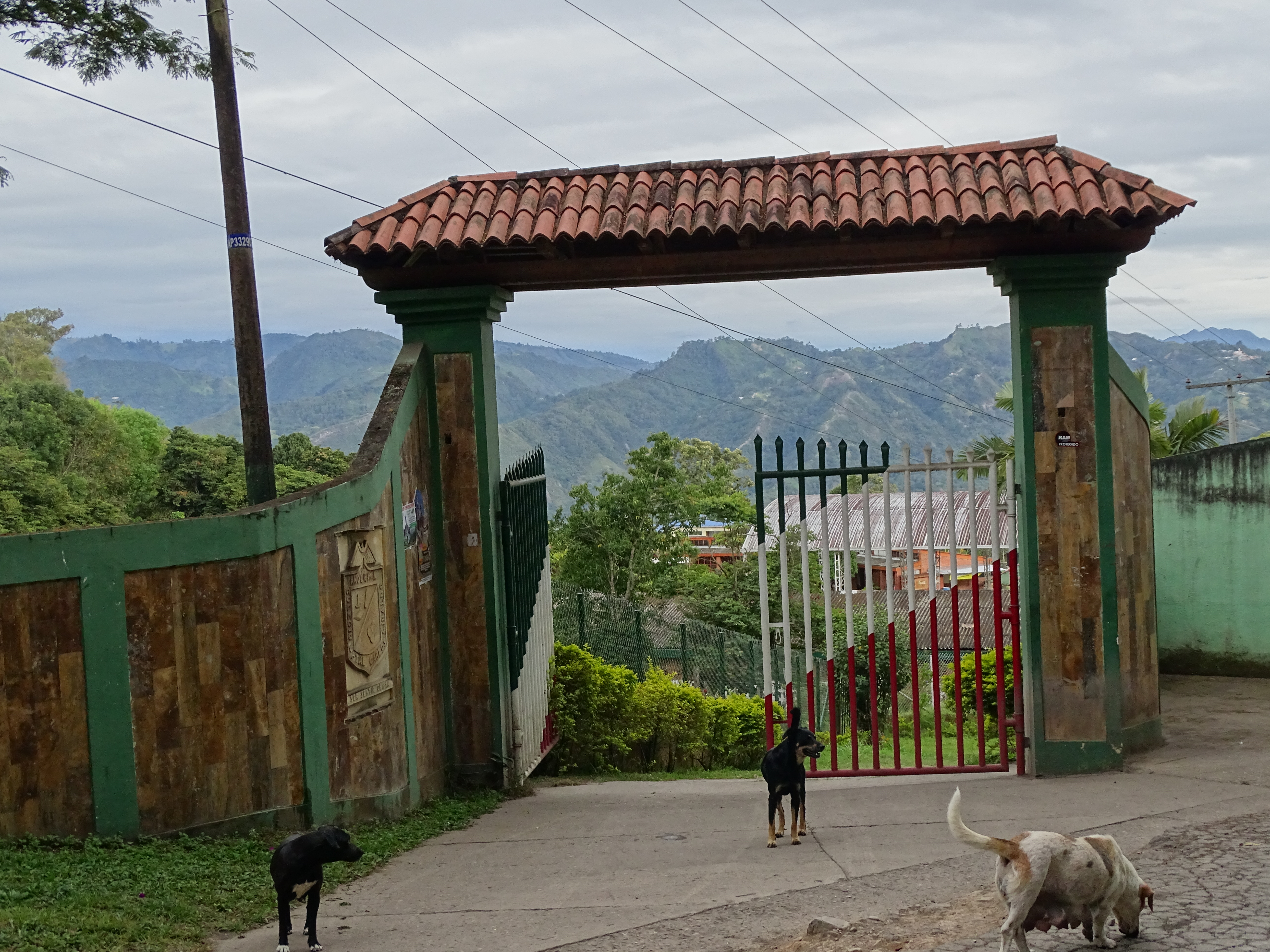
Ingreso a la IED Carlos Giraldo

- Institución Educativa Departamental Carlos Giraldo.
- Instituto Técnico Olga Santamaría.
- Colegio Departamental Nacionalizado Carlos Giraldo Urdaneta.
- Colegio Departamental Integrado La Florida.
- Colegio Departamental de Reventones José Hugo Enciso.
- Hogar Infantil El Consuelo.
- Colegio Campestre Santo Domingo Savio

## Medios de comunicación
- Emisora Ecos del Rosario 95.6 www.emisoraecosdelrosario.com

## Personajes ilustres
- Blanca Ligia Franco: Con una carrera en medios de más de 30 años con su personaje "Doña Anciana Decrépita". Ha participado en televisión en los programas La Tele, El Siguiente Programa, La TeleLetal y producciones tan afamadas como Familia de La Cerda. En radio estuvo en "La Tele" de Radioactiva junto a grandes locutores como Santiago Moure y Martín de Francisco.